# Natalie Clifford Barney

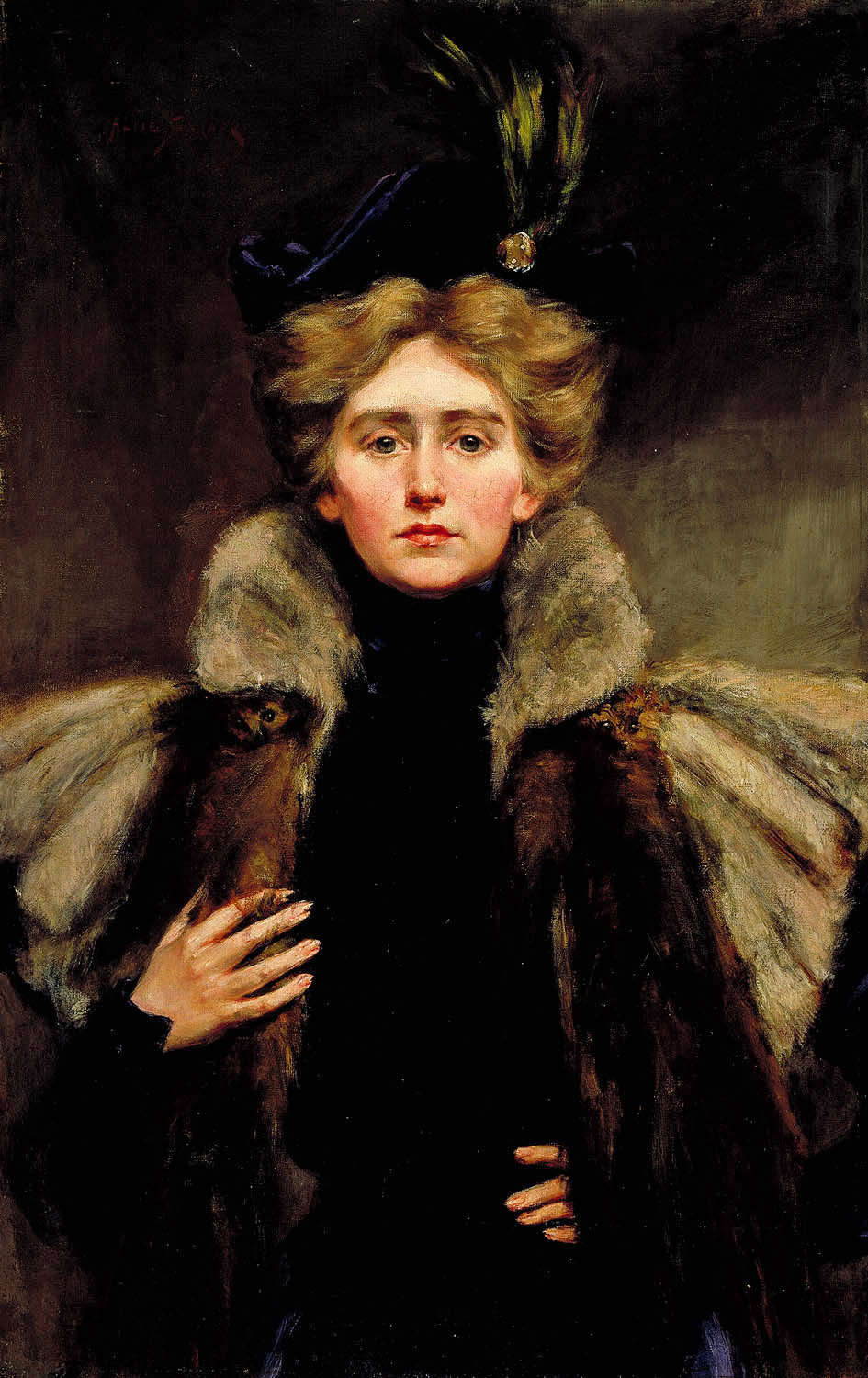
Porträt von Alice Pike Barney (1857–1931) Natalie Clifford Barney, 1896

Natalie Clifford Barney (* 31. Oktober 1876 in Dayton, Ohio; † 2. Februar 1972 in Paris, Frankreich) war eine US-amerikanische Autorin und Begründerin eines Literarischen Salons in Paris. Bekannt ist sie auch für ihre damals mutigen offenen lesbischen Beziehungen zu der Dichterin Renée Vivien, der Tänzerin Liane de Pougy und der Malerin Romaine Brooks.

## Leben und Wirken

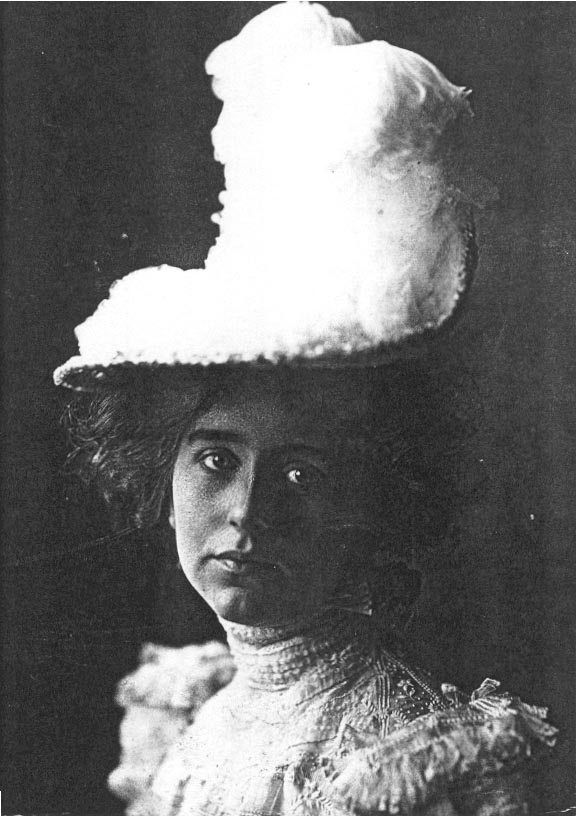
Natalie Clifford Barney, um 1892

Natalie Clifford Barney war die älteste Tochter des wohlhabenden Eisenbahnbesitzers Albert Clifford Barney (1855–1902) und seiner Frau, der Malerin Alice Pike Barney (1857–1931). Ihre jüngere Schwester war Laura Clifford Barney (1879–1974), die später eine erfolgreiche Autorin wurde und Anhängerin der Bahai-Religion. Zusammen mit ihrer Schwester besuchte sie das französische Mädchen-Internat Les Ruches in Fontainebleau von Mademoiselle Marie Souvestre.
Als Millionenerbin kam sie 1898 finanziell unabhängig von Washington nach Paris. Sie brachte 1900 ihren ersten französischen Gedichtband Quelques Portraits-Sonnets de Femmes heraus, den ihre Mutter Alice illustrierte. Ihr Vater, Alfred Barney, kaufte in Reaktion auf den Skandal um das sich offen mit lesbischer Liebe auseinandersetzende Werk die Kopien und Druckplatten auf.
Natalie Clifford Barney lebte weiter in Paris und begründete in der Rue Jacob ihren Salon. Dort traf man sich regelmäßig freitagnachmittags. Sie verstand sich darauf, die Gesellschaftswelt Prousts und die der Lost Generation zu vermitteln. Viele Besucher kamen sowohl in ihren Salon als auch in den von Gertrude Stein, die 1903 ebenso aus den Vereinigten Staaten kommend in Paris einen Salon eröffnet hatte. Barneys Salon bestand bis 1968. Neben der Förderung des literarischen Gesprächs und der Besprechung von Theaterprojekten diente er auch der Selbstdarstellung seiner exzentrischeren Besucher. Mata Hari etwa kündigte an, sie wolle zum nächsten Treffen auf einem Zirkuselefanten anreiten, und konnte nur mit Mühe überredet werden, sich mit einem leichtbekleideten Auftritt mit Zirkuspferd zu begnügen. 
Mit Clifford Barneys in den 1920er Jahren gegründeten Académie des Femmes als erklärtem weiblichen Pendant zur Männerinstitution der Académie française schuf sie vielen jungen Schriftstellerinnen und Künstlerinnen ein Forum, in dem sie ihre Werke öffentlich vorstellen konnten.
Zu den Partnerinnen Natalie Clifford Barneys zählten neben u. a. Nadine Hwang auch bekannte Künstlerinnen. 1899 lernte sie die Tänzerin Liane de Pougy kennen und beide verliebten sich ineinander. Mit der Dichterin Renée Vivien hatte sie in den Jahren 1900/01 eine stürmische Affäre. 1915 traf sie die Malerin Romaine Brooks, mit der sie als Partnerin fast fünfzig Jahre zusammen war. Während des Zweiten Weltkrieges lebte sie mit Brooks sechs Jahre im Exil in Florenz. 1945 kehrte sie nach Paris zurück.

## Eigene Werke

### Werke in Französisch
- Quelques Portraits-Sonnets de Femmes (Paris: Ollendorf, 1900)
- Cinq Petits Dialogues Grecs (Paris: La Plume, 1901; as „Tryphé“)
- Actes et entr’actes (Paris: Sansot, 1910)
- Je me souviens (Paris: Sansot, 1910)
- Èparpillements (Paris: Sansot, 1910)
- Pensées d’une Amazone (Paris: Emile Paul, 1920)
- Aventures de l’Esprit (Paris: Emile Paul, 1929)
- Nouvelles Pensées de l’Amazone (Paris: Mercure de France, 1939)
- Souvenirs Indiscrets (Paris: Flammarion, 1960)
- Traits et Portraits (Paris: Mercure de France, 1963)

### Werke in Englisch
- Poems & Poèmes: Autres Alliances (Paris: Emile Paul, New York: Doran, 1920) – bilinguale Kollektion von Gedichten
- The One Who Is Legion (London: Eric Partridge, Ltd., 1930; Orono, Maine: National Poetry Foundation, 1987)

### Englische Übersetzungen
- A Perilous Advantage: The Best of Natalie Clifford Barney (New Victoria Publishers, 1992); ediert und übersetzt von Anna Livia
- Adventures of the Mind (New York University Press, 1992); übersetzt von John Spalding Gatton

### Deutsche Übersetzungen
- Meine Geliebte / My mistress [= The Woman I Live With]. Dt. von Brigitte Siebrasse. Bremen. Wassmann, 1988 [1904].
- Indiskrete Erinnerungen. Die Verteidigung der Liebe. Bollmann, 1995

## Rezeption

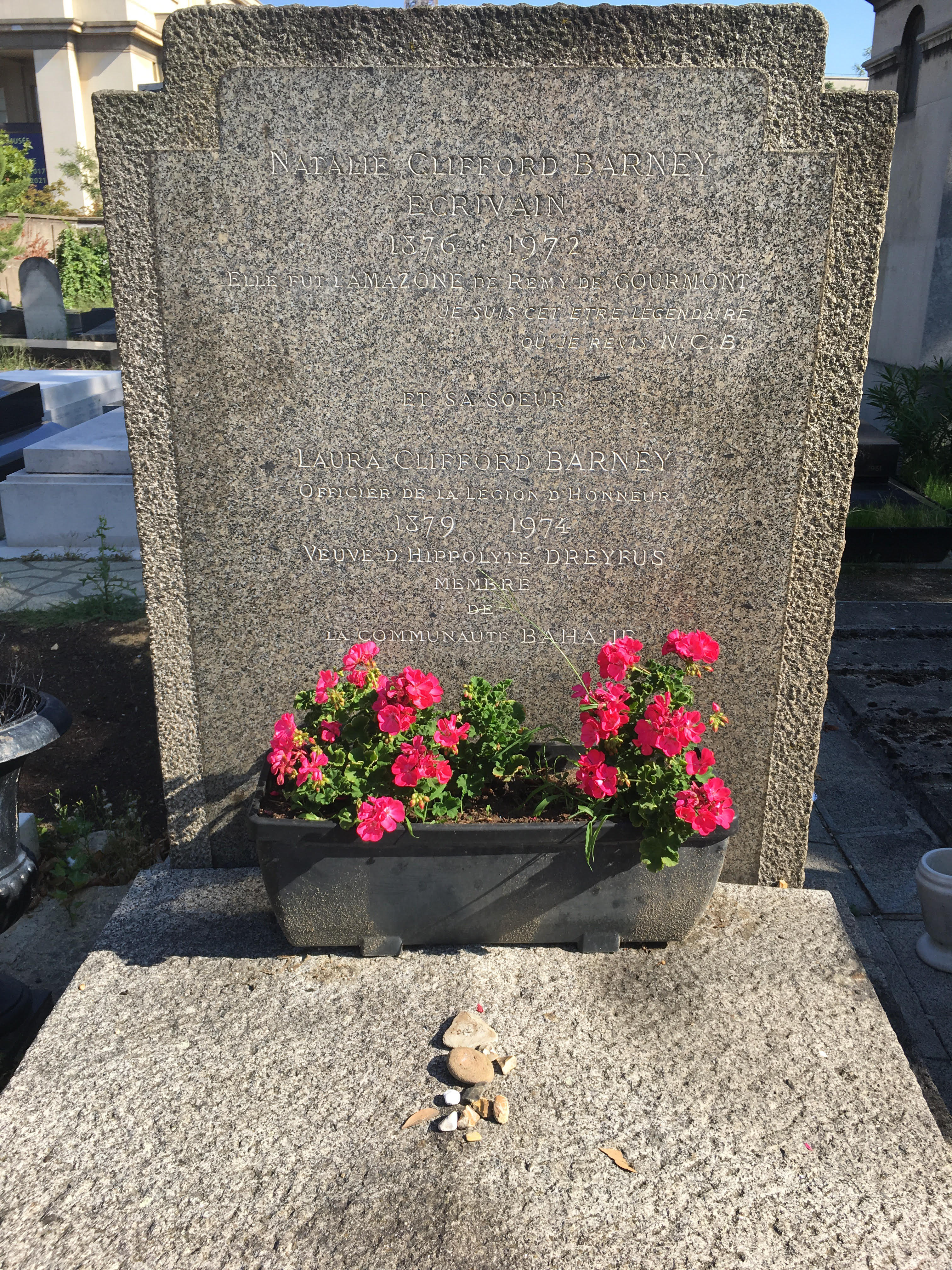
Grab von Natalie und Laura Clifford Barney in Paris

Clifford Barney fand Eingang in die bildende Kunst des 20. Jahrhunderts. Die feministische Künstlerin Judy Chicago widmete ihr in ihrer Arbeit The Dinner Party eines der 39 Gedecke am Tisch.
Sie selbst ist das Vorbild für eine Reihe literarischer Werke, so auch für „Claudine s’en va“ (1903) von Sidonie-Gabrielle Colette.